# Offener Standard
Offene Standards sind Standards, die für alle Marktteilnehmer besonders leicht zugänglich, weiterentwickelbar und einsetzbar sind.  Jeder Standard muss einigermaßen offen sein, um überhaupt als Standard funktionieren zu können. Insofern könnte man das Attribut offen für redundant halten. Es besteht jedoch häufig ein regulatorisches Interesse daran, besondere Offenheitsanforderungen zu definieren, die ein förderungswürdiger Standard erfüllen soll, und dementsprechend nur solche Standards als offen zu bezeichnen, die diese Anforderungen erfüllen.

## Definitionen
Der Europäische Interoperabilitätsrahmen enthielt in der Version 1.0 (2010 durch eine neue Version ersetzt) eine Definition von offenen Standards für den elektronischen Behördenverkehr und den öffentlichen Sektor in der Europäischen Union:
- Der Standard wird von einer gemeinnützigen Organisation beschlossen und gepflegt und in einer offenen (konsens- oder mehrheitsbasierten) Weise entwickelt, die allen interessierten Parteien eine Einflussnahme ermöglicht.
- Der Standard ist veröffentlicht. Die Spezifikation ist entweder frei oder gegen eine Schutzgebühr verfügbar und darf frei oder gegen Gebühr kopiert und weitergegeben werden.
- Soweit der Standard oder Teile davon gewerblichen Schutzrechten (Patenten) unterliegt, sind diese unwiderruflich gebührenfrei nutzbar.
- Die Wiederverwendung des Standards unterliegt keinen Einschränkungen.

Ähnliche Definitionen gibt es in der Gesetzgebung mehrerer europäischer Länder.
Die folgende Definition wurde von 17 Organisation in der Genfer Erklärung 2008 unterstützt (OpenForum Europe) und wird unter
anderem von der FSFE und dem Document Freedom Day genutzt:
„Ein Offener Standard bezieht sich auf ein Format oder Protokoll, das
1. einer vollständig öffentlichen Bewertung und Nutzung ohne Hemmnisse auf eine für alle Beteiligten gleichermaßen zugänglichen Weise unterliegt,
2. ohne jegliche Komponenten oder Erweiterungen ist, die von Formaten oder Protokollen abhängen, die selbst nicht der Definition eines Offenen Standards entsprechen,
3. frei ist von juristischen oder technischen Klauseln, die seine Verwendung von jeglicher Seite oder jeglichem Geschäftsmodell einschränken,
4. unabhängig von einem einzelnen Anbieter geleitet und weiterentwickelt wird in einem Prozess, der einer gleichberechtigten Teilnahme von Wettbewerbern und Dritten offen steht,
5. verfügbar ist in verschiedenen vollständigen Implementierungen von verschiedenen Anbietern oder als vollständige Implementierung gleichermaßen für alle Beteiligten.“

## Beispiele
Beispiele für das reibungslose Zusammenspiel vieler verschiedener Umsetzungen offener Standards finden sich unter anderem in der Technik des Internets. Die Internet-Standards genügen üblicherweise allen Offenheitsanforderungen.

### Internet-Standards
- IRC (Chatsystem)
- XMPP (Instant-Messaging-Protokoll)
- OSGi (OSGi Alliance)
- TLS (Verschlüsselungsprotokoll)
- TCP/IP (Netzwerkprotokoll)

### Dokumentenstandards
- Computer Graphics Metafile (Grafikformat vor allem noch für Vektorgrafiken)
- XML (Auszeichnungssprache)
- HTML (Auszeichnungssprache)
- MathML (Auszeichnungssprache für mathematische Formeln usw.)
- Ogg (Containerformat für Multimedia-Dateien)
- Office Open XML (Dateiformat für Bürodokumente) (strittig)[4]
- Open Document Format (ODF) (Dateiformat für Bürodokumente)[5]
- Portable Network Graphics (PNG) (Grafikformat für Rastergrafiken)[6]
- Scalable Vector Graphics (SVG) (Grafikformat für Vektorgrafiken)

### Sonstige Standards
- Digital Imaging and Communications in Medicine = DICOM[7]
- POSIX (Schnittstelle zur Applikationsprogrammierung)[8]
- SyncML (Standard zur Datensynchronisation)[9]
- Matrix (Standard für sichere, dezentrale Echtzeitkommunikation)[10]

### Weniger offene Standards
- CDMA2000
- GSM

Telefoniestandards unterliegen aufgrund der Patentsituation ebenfalls regelmäßig Gebührenregelungen. Auch diese können sich im Grad ihrer Offenheit unterscheiden. CDMA2000 etwa unterliegt einschneidenderen Beschränkungen als GSM.